# BackupAssist
BackupAssist est un logiciel de sauvegarde pour environnements Microsoft Windows. Développé par Cortex I.T Labs, il s’adresse essentiellement aux PME et permet de sauvegarder Windows Server, Active Directory, Microsoft Exchange et Microsoft SQL Server.
Sa principale caractéristique est qu’il s’intègre aux outils de sauvegarde présents dans les systèmes d’exploitation Windows (tels que ntbackup et Wbadmin).

## Versions majeures
- Version 9 – 30 septembre 2015 – Onglet Hyper-V, restauration rapide de VM, support Windows 10 et Exchange 2016
- Version 8 – 19 juin 2014 – Conteneurs de données améliorés, console de restauration granulaire Exchange et Hyper-V, support BitLocker
- Version 7 – 25 février 2013 – Support de Windows Server 2012 et Windows 8, administration centralisée
- Version 6 – 13 septembre 2010 – Support complet d'Exchange 2010, MS SQL 2008/R2 et Windows Server 2008 R2
- Version 5 – 13 octobre 2008 – Ajout du moteur de réplication de fichiers
- Version 4 – 8 mai 2007 – Application réécrite en .NET Framework, support des 64 bits
- Version 3.5 – 8 novembre 2006 – Sauvegarde des boîtes aux lettres Exchange
- Version 3 – 16 juillet 2004 – Sauvegarde des serveurs MS SQL
- Version 2 – 24 octobre 2003
- Version 1 – 28 août 2002

## Historique
BackupAssist était au départ un simple projet destiné à simplifier l’utilisation de NTBackup sous Windows NT et 2000 pour un administrateur système. NTBackup comportant de nombreuses limitations (programmation, rotation des supports, surveillance...), le but de BackupAssist était ensuite de fournir aux utilisateurs un logiciel capable de sauvegarder leurs serveurs tout en répondant à leurs besoins.
Lors de la sortie initiale de BackupAssist en 2002, un site web basique a été créé pour aider son lancement. Au fil des années, des fonctionnalités supplémentaires ont été ajoutées afin de pouvoir sauvegarder sur lecteurs de bandes magnétiques, NAS, lecteurs REV, disques durs externes et CD/DVD. Des modules additionnels pour Microsoft SQL Server et les boîtes aux lettres de Microsoft Exchange Server ont été introduits en 2006.
En 2007, une version entièrement réécrite du logiciel a été publiée, avec une nouvelle architecture basée sur “l’indépendance des moteurs de sauvegarde”.
En février 2008, une solution d’image disque pour Windows Server 2008 et Vista a été publiée.
La publication de la version 5 en octobre 2008 a apporté un outil de sauvegarde par Internet via le protocole Rsync.
En février 2009, BackupAssist a intégré une solution pour la sauvegarde Exchange 2007 sous Windows Server 2008.